# 和海
和海（なごみ、1998年7月21日 - ）は、日本の女性タレント・モデルである。2022年3月までりんご娘のメンバー「とき」として活動し、青森県弘前市を拠点に活動した後、2022年4月から和海（なごみ）として、近畿地方を拠点に芸能活動を開始した。2022年5月から株式会社ベック（ベックエンターテイメント）に所属する。

## 人物
青森県弘前市出身で、2010年から2022年まで青森県を中心に活動している女性ダンス&ボーカルユニットりんご娘のメンバーとして活動した。 りんご娘はメンバーの名前がリンゴの品種名になっており、ときもリンゴの「トキ」から付けられている。りんご娘に12年間在籍し、歴代メンバーで最も活動時期が長かった。
趣味・特技はサウナ・K-POP鑑賞、利きりんごである。
1998年にりんご農家の家庭に生まれる。幼少の頃は気性が激しく、よく地面に頭をぶつけていた。かつて卓球部、スキー部を経験した。
小学校4年生の頃、モデルに憧れオーディションを受け、活動を始める。アルプスおとめ小山内としての活動を経て、小学校6年生の頃にりんご娘へ加入する。一度りんご娘を離れるも、再加入する。
弘前学院聖愛高校を卒業する。同校ではりんご娘の王林と同窓生であった。その後、大学へ進学し英文学を専攻して2021年に卒業する。
2022年2月に、ときを含むりんご娘全メンバーが3月に卒業することを発表した。アルプスおとめの全メンバーがりんご娘を引き継いだ。ときは同日をもってリンゴミュージックを退所することとなり、｢春からは新しい場所でスタートします。辛いことも苦しいことも待っているかもしれませんが、私は自分の決めた道を信じ、新しいことにも挑戦していきたいと思っておりますので、どうか見守って応援して頂けると嬉しいです 」と新たな道での芸能活動継続を表明した。
2022年4月に、RINGOMUSUME在籍時に衣装制作などに携わっていたMovieingへ移籍し、和海として関西を拠点に芸能活動を開始した。読みは｢なごみ｣。公式ファンクラブ「なごみクラブ」を開設。
2022年5月に、株式会社ベック（ベックエンターテイメント）へ移籍した。Movieingも引き続きサポートする。
2023年、NHK連続テレビ小説『ブギウギ』にて「津軽ことば」の方言指導を担当。

### エピソード
- 元りんご農家の家庭で生まれたため、実家が自然豊かである。そのため、「自然育ち[16]」とメンバーに称される。
- 方言の強さから、当時のマネージャーに「たまに何言ってるか分からない時があります[17]」と称されたことがある。
- 王林とお互いに「愛方」と呼び合っており、しばしば抱き着かれていた。
- 一発芸のネタに、「獅子舞[18]」「クレヨンしんちゃん」などがある。
- 渡辺直美のファンである[19]。
- りんご娘時代、『沸騰ワード10』の「青森に取り憑かれた王林シリーズ」にて5回にわたり王林の相棒兼ドライバーを務めていた。なお、このコーナーをきっかけに出川哲朗に気に入られている[20]。

## 出演

### 舞台
- TARO〜The Dragon Boy〜（2022年8月20日、アゼリア大正）[21]
- VS.（2025年7月26日 - 28日〈予定〉、ABCホール）[22]

### イベント
- りんごマルシェ Vol.8（2022年11月12日、OSAKA FOOD LAB）[23][24]
- りんごマルシェ vol.9（2023年11月18日、みのおキューズモール）[25]

### テレビ番組
- 沸騰ワード10（2022年9月16日、日本テレビ）
- ニュース きん5時（2023年1月6日、NHK大阪、花咲エレン名義）[26][27]
- 生中継！青森ねぶた祭2023（2023年8月6日、NHK青森、Eテレ）[28][29]
- あおもりもりもり（2023年10月14日、NHK青森）[30]
- 出川一茂ホラン☆フシギの会（2023年11月14日、テレビ朝日）
- 連続テレビ小説 ブギウギ（2023年10月 - 、NHK）夜の女／タマ 役[31]

### ラジオ番組
- 茶屋町ヤマヒロ会議（2022年7月14日、MBSラジオ、ゲスト出演）
- 土曜はDON（2022年9月17日、青森放送、ゲスト出演）
- RADI-MOTT!（2022年10月7日、エフエム青森、ゲスト出演）

### Webコンテンツ
- おっきー英語TV（2023年5月5日、YouTube）[32]

### モデル
- イシオカホーム農園（2022年 - ）[33]
- 大阪市中央公会堂WEDDING（2022年 - 、株式会社ミッテ）[34][35]
- nisai デイドリーム・ビリーバー ファッションショー（2022年、うめきた外庭SQUARE）[36][37]
- 上田学園コレクション 2023 ファッションショー BON VOYAGE（2023年、グランフロント大阪）[38][39]
- IHEE featuring 8×3 New Collection（2023年、細辻伊兵衛美術館）[40]
- Manila Fashion Festival Bridal Collection （2024年、The Peninsula Manila）[41]
- Rakuten Fashion Week Tokyo 2025 S/S （2024年9月2日 - 7日、渋谷ヒカリエ）[42]

### CM
- フューチャー・コミュニケーションズ（2023年 - ）[43]
- オリーバル ナノセレブ（2023年 - ）[44]
- スキャルプ ザオラール GFローション（2024年 - 、コスメフェリーチェ）[45]
- Level99 泉州タオル スーパーZERO（2024年 - 、コスメフェリーチェ）[46]

### 方言指導
- 連続テレビ小説 ブギウギ（2023年10月 - 、NHK）津軽ことば[15]

### その他
- モードUPDATE（2022年9月8日、読売新聞夕刊、東京版）
- フューチャー・コミュニケーションズ ラッピングバス（2023年 - 、青森市営バス）